# نورث بابل (نيويورك)
نورث بابل (بالإنجليزية: North Babylon CDP, New York)‏ هي منطقة سكنية تقع بولاية نيويورك في الولايات المتحدة. تبلغ مساحتها 8.9 كم2، وترتفع عن سطح البحر 10.0584 م، بلغ عدد سكانها 17,509 نسمة في عام 2010 حسب إحصاء مكتب تعداد الولايات المتحدة وتصل الكثافة السكانية فيها 1,967.3 نسمة لكل كيلومتر مربع (5,095.3/ميل2).

## التركيبة السكانية
حدّد مكتب تعداد الولايات المتحدة بيانات التركيبة السكانية لنورث بابل في تعداد الولايات المتحدة. في ما يلي، التركيبة السكانية حسب تعدادي 2000 و2010.

### تعداد عام 2000
بلغ عدد سكان نورث بابل 17,877 نسمة بحسب تعداد عام 2000، وبلغ عدد الأسر 6,146 أسرة وعدد العائلات 4,708 عائلة مقيمة في المنطقة السكنية. في حين سجلت الكثافة السكانية 2,008.7 نسمة لكل كيلومتر مربع (5,202.5/ميل2). وبلغ عدد الوحدات السكنية 6,271 وحدة بمتوسط كثافة قدره 704.6 لكل كيلومتر مربع (1,824.9/ميل2).
وتوزع التركيب العرقي للمنطقة السكنية بنسبة 92.05% من البيض و2.08% من الأمريكيين الأفارقة و0.17% من الأمريكيين الأصليين و2.09% من الأمريكيين ذوي الأصول الآسيوية و0.03% من سكان جزر المحيط الهادئ و1.95% من الأعراق الأخرى و1.63% من عرقين مختلطين أو أكثر و7.34% من الهسبانيون أو اللاتينيون من أي عرق.
بلغ عدد الأسر 6,146 أسرة كانت نسبة 37% منها لديها أطفال تحت سن الثامنة عشر تعيش معهم، وبلغت نسبة الأزواج القاطنين مع بعضهم البعض 62.3% من أصل المجموع الكلي للأسر، ونسبة 10.5% من الأسر كان لديها معيلات من الإناث دون وجود شريك، بينما كانت نسبة 3.8% من الأسر لديها معيلون من الذكور دون وجود شريكة وكانت نسبة 23.4% من غير العائلات. تألفت نسبة 18.1% من أصل جميع الأسر من عدة أفراد يعيشون في نفس المنزل ونسبة 8.3% كانت تتألف من شخص يعيش بمفرده يبلغ من العمر 65 عاماً أو أكثر. وبلغ متوسط حجم الأسرة المعيشية 2.90، أما متوسط حجم العائلات فبلغ 3.30.
بلغ العمر الوسطي للسكان 37.7 عاماً. وكانت نسبة 23.5% من القاطنين تحت سن الثامنة عشر، وكانت نسبة 6.8% بين الثامنة عشر والرابعة والعشرين عاماً، ونسبة 33% كانت واقعةً في الفئة العمرية ما بين الخامسة والعشرين والرابعة والأربعين عاماً، ونسبة 22.3% كانت ما بين الخامسة والأربعين والرابعة والستين، ونسبة 14.1% كانت ضمن فئة الخامسة والستين عاماً فما فوق. يوجد لكل 100 أنثى 92.4 ذكر، ويوجد لكل 100 أنثى في الثامنة عشر من عمرها فما فوق 89.6 ذكر.
بلغ متوسط دخل الأسرة في المنطقة السكنية 65,436 دولارًا، أما متوسط دخل العائلة فبلغ 70,359 دولارًا. وكان متوسط دخل الذكور 47,377 دولارًا مقابل 32,386 دولارًا للإناث. وسجل دخل الفرد الخاص بالمنطقة السكنية 24,640 دولارًا. وكانت نسبة 2.9% من العائلات ونسبة 3.5% من السكان تحت خط الفقر، وكان من هؤلاء نسبة 2.9% تحت سن الثامنة عشر ونسبة 4.7% في الخامسة والستين من العمر وما فوق.

### تعداد عام 2010
بلغ عدد سكان نورث بابل 17,509 نسمة بحسب تعداد عام 2010، وبلغ عدد الأسر 6,136 أسرة وعدد العائلات 4,548 عائلة مقيمة في المنطقة السكنية. في حين سجلت الكثافة السكانية 1,967.3 نسمة لكل كيلومتر مربع (5,095.3/ميل2). وبلغ عدد الوحدات السكنية 6,378 وحدة بمتوسط كثافة قدره 716.6 لكل كيلومتر مربع (1,856.0/ميل2).
وتوزع التركيب العرقي للمنطقة السكنية بنسبة 84.89% من البيض و6.15% من الأمريكيين الأفارقة و0.10% من الأمريكيين الأصليين و4.07% من الأمريكيين ذوي الأصول الآسيوية و0.01% من سكان جزر المحيط الهادئ و2.93% من الأعراق الأخرى و1.85% من عرقين مختلطين أو أكثر و12.68% من الهسبانيون أو اللاتينيون من أي عرق.
بلغ عدد الأسر 6,136 أسرة كانت نسبة 34.7% منها لديها أطفال تحت سن الثامنة عشر تعيش معهم، وبلغت نسبة الأزواج القاطنين مع بعضهم البعض 57.1% من أصل المجموع الكلي للأسر، ونسبة 11.9% من الأسر كان لديها معيلات من الإناث دون وجود شريك، بينما كانت نسبة 5.2% من الأسر لديها معيلون من الذكور دون وجود شريكة وكانت نسبة 25.9% من غير العائلات. تألفت نسبة 21.1% من أصل جميع الأسر من عدة أفراد يعيشون في نفس المنزل ونسبة 8.6% كانت تتألف من شخص يعيش بمفرده يبلغ من العمر 65 عاماً أو أكثر. وبلغ متوسط حجم الأسرة المعيشية 2.85، أما متوسط حجم العائلات فبلغ 3.30.
بلغ العمر الوسطي للسكان 40.9 عاماً. وكانت نسبة 21.9% من القاطنين تحت سن الثامنة عشر، وكانت نسبة 7.8% بين الثامنة عشر والرابعة والعشرين عاماً، ونسبة 26.6% كانت واقعةً في الفئة العمرية ما بين الخامسة والعشرين والرابعة والأربعين عاماً، ونسبة 29.7% كانت ما بين الخامسة والأربعين والرابعة والستين، ونسبة 13.9% كانت ضمن فئة الخامسة والستين عاماً فما فوق. وتوزع التركيب الجنسي للسكان بنسبة 48.4% ذكور و51.6% إناث.